# Енеко Боведа
Енеко Боведа Альтубе (ісп. Eneko Bóveda Altube, нар. 14 грудня 1988, Більбао, Іспанія) — іспанський футболіст, півзахисник команди «„Атлетік Більбао“».
1 липня 2015 року уклав нову угоду з «„Атлетік Більбао“».

## Титули і досягнення
- Володар Суперкубка Іспанії з футболу (1):

«Атлетік Більбао»:  2015